# Trophées UNFP du football 2021
Les trophées UNFP du football 2021 récompensent les acteurs du football professionnel français pour la saison 2020-2021. 
Le 11 mai, l'UNFP annonce l'ensemble des nommés pour cette 29e édition. En raison de la pandémie de Covid 19, l'édition de la saison précédente a été annulée et il n'y a pas de cérémonie cette année ; seuls les trophées vont être attribués. Le 15 mai, les lauréats du championnat de Ligue 2 sont connus, le reste sera dévoilé entre le 20 et le 23 mai.
À l'exception du prix du but de l'année où c'est le public qui choisit, les lauréats sont désignés par des personnalités du football français (joueurs, entraîneurs, présidents de club...), à la suite d'un vote.

## Résultats

### Joueurs, joueuses et entraîneurs
| Catégorie                              | Catégorie                              | Nommés                  | Nommés                 | Nommés            | Lauréats            |
| Catégorie                              | Catégorie                              | Personnalités           | Club                   | Poste             | Lauréats            |
| -------------------------------------- | -------------------------------------- | ----------------------- | ---------------------- | ----------------- | ------------------- |
| Ligue 1                                | Meilleur joueur,                       | Wissam Ben Yedder       | AS Monaco              | Attaquant         | Kylian Mbappé       |
| Ligue 1                                | Meilleur joueur,                       | Memphis Depay           | Olympique lyonnais     | Attaquant         | Kylian Mbappé       |
| Ligue 1                                | Meilleur joueur,                       | Kylian Mbappé           | Paris Saint-Germain    | Attaquant         | Kylian Mbappé       |
| Ligue 1                                | Meilleur joueur,                       | Neymar                  | Paris Saint-Germain    | Attaquant         | Kylian Mbappé       |
| Ligue 1                                | Meilleur joueur,                       | Burak Yılmaz            | LOSC Lille             | Attaquant         | Kylian Mbappé       |
| Ligue 1                                | Meilleur gardien,                      | Benjamin Lecomte        | AS Monaco              | Gardien de but    | Keylor Navas        |
| Ligue 1                                | Meilleur gardien,                      | Anthony Lopes           | Olympique lyonnais     | Gardien de but    | Keylor Navas        |
| Ligue 1                                | Meilleur gardien,                      | Mike Maignan            | LOSC Lille             | Gardien de but    | Keylor Navas        |
| Ligue 1                                | Meilleur gardien,                      | Steve Mandanda          | Olympique de Marseille | Gardien de but    | Keylor Navas        |
| Ligue 1                                | Meilleur gardien,                      | Keylor Navas            | Paris Saint-Germain    | Gardien de but    | Keylor Navas        |
| Ligue 1                                | Meilleur espoir,                       | Eduardo Camavinga       | Stade rennais          | Milieu de terrain | Aurélien Tchouaméni |
| Ligue 1                                | Meilleur espoir,                       | Maxence Caqueret        | Olympique lyonnais     | Milieu de terrain | Aurélien Tchouaméni |
| Ligue 1                                | Meilleur espoir,                       | Sofiane Diop            | AS Monaco              | Milieu de terrain | Aurélien Tchouaméni |
| Ligue 1                                | Meilleur espoir,                       | Aurélien Tchouaméni     | AS Monaco              | Milieu de terrain | Aurélien Tchouaméni |
| Ligue 1                                | Meilleur espoir,                       | Amine Gouiri            | OGC Nice               | Attaquant         | Aurélien Tchouaméni |
| Ligue 1                                | Meilleur entraîneur,                   | Christophe Galtier      | LOSC Lille             | Entraîneur        | Christophe Galtier  |
| Ligue 1                                | Meilleur entraîneur,                   | Rudi Garcia             | Olympique lyonnais     | Entraîneur        | Christophe Galtier  |
| Ligue 1                                | Meilleur entraîneur,                   | Franck Haise            | RC Lens                | Entraîneur        | Christophe Galtier  |
| Ligue 1                                | Meilleur entraîneur,                   | Niko Kovač              | AS Monaco              | Entraîneur        | Christophe Galtier  |
| Ligue 1                                | Meilleur entraîneur,                   | Christophe Pélissier    | FC Lorient             | Entraîneur        | Christophe Galtier  |
| Ligue 2                                | Meilleur joueur,                       | Florian Tardieu         | ESTAC Troyes           | Milieu de terrain | Amine Adli,         |
| Ligue 2                                | Meilleur joueur,                       | Amine Adli              | Toulouse FC            | Attaquant         | Amine Adli,         |
| Ligue 2                                | Meilleur joueur,                       | Jim Allevinah           | Clermont Foot 63       | Attaquant         | Amine Adli,         |
| Ligue 2                                | Meilleur joueur,                       | Mohamed Bayo            | Clermont Foot 63       | Attaquant         | Amine Adli,         |
| Ligue 2                                | Meilleur joueur,                       | Mickaël Le Bihan        | AJ Auxerre             | Attaquant         | Amine Adli,         |
| Ligue 2                                | Meilleur gardien,                      | Arthur Desmas           | Clermont Foot 63       | Gardien de but    | Gauthier Gallon,    |
| Ligue 2                                | Meilleur gardien,                      | Maxime Dupé             | Toulouse FC            | Gardien de but    | Gauthier Gallon,    |
| Ligue 2                                | Meilleur gardien,                      | Gauthier Gallon         | ESTAC Troyes           | Gardien de but    | Gauthier Gallon,    |
| Ligue 2                                | Meilleur gardien,                      | Régis Gurtner           | Amiens SC              | Gardien de but    | Gauthier Gallon,    |
| Ligue 2                                | Meilleur gardien,                      | Donovan Léon            | AJ Auxerre             | Gardien de but    | Gauthier Gallon,    |
| Ligue 2                                | Meilleur entraîneur,                   | Laurent Batlles         | ES Troyes AC           | Entraîneur        | Pascal Gastien,     |
| Ligue 2                                | Meilleur entraîneur,                   | Patrice Garande         | Toulouse FC            | Entraîneur        | Pascal Gastien,     |
| Ligue 2                                | Meilleur entraîneur,                   | Pascal Gastien          | Clermont Foot 63       | Entraîneur        | Pascal Gastien,     |
| Ligue 2                                | Meilleur entraîneur,                   | Philippe Hinschberger   | Grenoble Foot 38       | Entraîneur        | Pascal Gastien,     |
| Ligue 2                                | Meilleur entraîneur,                   | Laurent Peyrelade       | Rodez AF               | Entraîneur        | Pascal Gastien,     |
| Division 1 féminine                    | Meilleure joueuse,                     | Grace Geyoro            | Paris Saint-Germain    | Milieu de terrain | Kadidiatou Diani    |
| Division 1 féminine                    | Meilleure joueuse,                     | Kadidiatou Diani        | Paris Saint-Germain    | Attaquante        | Kadidiatou Diani    |
| Division 1 féminine                    | Meilleure joueuse,                     | Marie-Antoinette Katoto | Paris Saint-Germain    | Attaquante        | Kadidiatou Diani    |
| Division 1 féminine                    | Meilleure joueuse,                     | Delphine Cascarino      | Olympique lyonnais     | Attaquante        | Kadidiatou Diani    |
| Division 1 féminine                    | Meilleure joueuse,                     | Khadija Shaw            | Girondins de Bordeaux  | Attaquante        | Kadidiatou Diani    |
| Division 1 féminine                    | Meilleure espoir,                      | Ellie Carpenter         | Olympique lyonnais     | Défenseure        | Sandy Baltimore     |
| Division 1 féminine                    | Meilleure espoir,                      | Sandy Baltimore         | Paris Saint-Germain    | Milieu de terrain | Sandy Baltimore     |
| Division 1 féminine                    | Meilleure espoir,                      | Julie Dufour            | Girondins de Bordeaux  | Milieu de terrain | Sandy Baltimore     |
| Division 1 féminine                    | Meilleure espoir,                      | Kessya Bussy            | Stade de Reims         | Attaquante        | Sandy Baltimore     |
| Division 1 féminine                    | Meilleure espoir,                      | Melvine Malard          | Olympique lyonnais     | Attaquante        | Sandy Baltimore     |
| Division 1 féminine                    | Meilleure gardienne,                   | Sarah Bouhaddi          | Olympique lyonnais     | Gardienne de but  | Christiane Endler   |
| Division 1 féminine                    | Meilleure gardienne,                   | Christiane Endler       | Paris Saint-Germain    | Gardienne de but  | Christiane Endler   |
| Division 1 féminine                    | Meilleure gardienne,                   | Anna Moorhouse          | Girondins de Bordeaux  | Gardienne de but  | Christiane Endler   |
| Division 1 féminine                    | Meilleure gardienne,                   | Constance Picaud        | Le Havre AC            | Gardienne de but  | Christiane Endler   |
| Division 1 féminine                    | Meilleure gardienne,                   | Phallon Tullis-Joyce    | Stade de Reims         | Gardienne de but  | Christiane Endler   |
| Meilleur joueur français à l'étranger, | Meilleur joueur français à l'étranger, | Hugo Lloris             | Tottenham Hotspur      | Gardien de but    | Karim Benzema       |
| Meilleur joueur français à l'étranger, | Meilleur joueur français à l'étranger, | Ferland Mendy           | Real Madrid            | Défenseur         | Karim Benzema       |
| Meilleur joueur français à l'étranger, | Meilleur joueur français à l'étranger, | N'Golo Kanté            | Chelsea FC             | Milieu de terrain | Karim Benzema       |
| Meilleur joueur français à l'étranger, | Meilleur joueur français à l'étranger, | Karim Benzema           | Real Madrid            | Attaquant         | Karim Benzema       |
| Meilleur joueur français à l'étranger, | Meilleur joueur français à l'étranger, | Ousmane Dembélé         | FC Barcelone           | Attaquant         | Karim Benzema       |

### But de l'année
| Championnat | Nommés             | Match                  | Match | Match               | Match | Match       | Pourcentage des internautes | Lauréat       |
| Championnat | Nommés             | Club                   | Score | Adversaire          | Lieu  | Journée     | Pourcentage des internautes | Lauréat       |
| ----------- | ------------------ | ---------------------- | ----- | ------------------- | ----- | ----------- | --------------------------- | ------------- |
| Ligue 1     | Irvin Cardona      | Stade brestois 29      | 2 - 0 | Dijon FCO           | Ext.  | 3e journée  |                             | Burak Yılmaz  |
| Ligue 1     | Andy Delort        | Montpellier HSC        | 2 - 3 | LOSC Lille          | Dom.  | 17e journée |                             | Burak Yılmaz  |
| Ligue 1     | Armand Laurienté   | FC Lorient             | 1 - 1 | FC Nantes           | Ext.  | 30e journée |                             | Burak Yılmaz  |
| Ligue 1     | Dimitri Payet      | Olympique de Marseille | 3 - 2 | FC Lorient          | Dom.  | 33e journée |                             | Burak Yılmaz  |
| Ligue 1     | Burak Yılmaz       | LOSC Lille             | 3 - 0 | RC Lens             | Ext.  | 36e journée |                             | Burak Yılmaz  |
| Ligue 2     | Janis Antiste      | Toulouse FC            | 3 - 5 | Grenoble Foot 38    | Ext.  | 2e journée  |                             | Gauthier Hein |
| Ligue 2     | Damon Bansais (en) | Pau FC                 | 1 - 1 | Rodez AF            | Dom.  | 2e journée  |                             | Gauthier Hein |
| Ligue 2     | Gaëtan Weissbeck   | FC Sochaux-Montbéliard | 3 - 4 | Chamois niortais FC | Dom.  | 10e journée |                             | Gauthier Hein |
| Ligue 2     | Ugo Bonnet         | Rodez AF               | 1 - 0 | Toulouse FC         | Dom.  | 26e journée |                             | Gauthier Hein |
| Ligue 2     | Gauthier Hein      | AJ Auxerre             | 4 - 0 | Chamois niortais FC | Ext.  | 32e journée |                             | Gauthier Hein |

### Équipes type

#### Ligue 1
| Poste      | Joueurs             | Club                |
| ---------- | ------------------- | ------------------- |
| Gardien    | Keylor Navas        | Paris Saint-Germain |
| Défenseurs | Reinildo Mandava    | LOSC Lille          |
| Défenseurs | Presnel Kimpembe    | Paris Saint-Germain |
| Défenseurs | Marquinhos          | Paris Saint-Germain |
| Défenseurs | Jonathan Clauss     | RC Lens             |
| Milieux    | Benjamin André      | LOSC Lille          |
| Milieux    | Lucas Paquetá       | Olympique lyonnais  |
| Milieux    | Aurélien Tchouaméni | AS Monaco           |
| Attaquant  | Kylian Mbappé       | Paris Saint-Germain |
| Attaquant  | Neymar              | Paris Saint-Germain |
| Attaquant  | Memphis Depay       | Olympique lyonnais  |

| Club                | Nombre de joueurs |
| ------------------- | ----------------- |
| Paris Saint-Germain | 5                 |
| LOSC Lille          | 2                 |
| Olympique lyonnais  | 2                 |
| RC Lens             | 1                 |
| AS Monaco           | 1                 |

#### Ligue 2
| Poste      | Joueurs           | Club             |
| ---------- | ----------------- | ---------------- |
| Gardien    | Gauthier Gallon   | ES Troyes AC     |
| Défenseurs | Akim Zedadka      | Clermont Foot 63 |
| Défenseurs | Jimmy Giraudon    | ES Troyes AC     |
| Défenseurs | Cédric Hountondji | Clermont Foot 63 |
| Défenseurs | Deiver Machado    | Toulouse FC      |
| Milieux    | Rominigue Kouamé  | ES Troyes AC     |
| Milieux    | Mathias Autret    | AJ Auxerre       |
| Milieux    | Florian Tardieu   | ES Troyes AC     |
| Attaquant  | Mickaël Le Bihan  | AJ Auxerre       |
| Attaquant  | Mohamed Bayo      | Clermont Foot 63 |
| Attaquant  | Amine Adli        | Toulouse FC      |

| Club             | Nombre de joueurs |
| ---------------- | ----------------- |
| ES Troyes AC     | 4                 |
| Clermont Foot 63 | 3                 |
| Toulouse FC      | 2                 |
| AJ Auxerre       | 2                 |

#### Division 1 féminine
| Poste      | Joueurs                 | Club                |
| ---------- | ----------------------- | ------------------- |
| Gardien    | Christiane Endler       | Olympique lyonnais  |
| Défenseurs | Ashley Lawrence         | Paris Saint-Germain |
| Défenseurs | Wendie Renard           | Olympique lyonnais  |
| Défenseurs | Irene Paredes           | Paris Saint-Germain |
| Défenseurs | Sakina Karchaoui        | Paris Saint-Germain |
| Milieux    | Grace Geyoro            | Paris Saint-Germain |
| Milieux    | Sandy Baltimore         | Paris Saint-Germain |
| Milieux    | Dzsenifer Marozsán      | Olympique lyonnais  |
| Attaquant  | Delphine Cascarino      | Olympique lyonnais  |
| Attaquant  | Marie-Antoinette Katoto | Paris Saint-Germain |
| Attaquant  | Kadidiatou Diani        | Paris Saint-Germain |

| Club                | Nombre de joueurs |
| ------------------- | ----------------- |
| Paris Saint-Germain | 8                 |
| Olympique lyonnais  | 3                 |

### Autres prix
| Prix                      | Lauréats |
| ------------------------- | --- |
| Trophées arbitres         | Clément Turpin (Ligue 1) Cyril Gringore (assistant L1) Bartolomeu Varela (Ligue 2) Cyril Saint Cricq Lompre (assistant L2) |
| Joueur citoyen de l'année | Corentin Tolisso |